# Ковпачка довгошийкова
Ковпачка війчаста (Encalypta longicolla або Encalypta longicollis) — вид мохів порядку ковпачкальних (Encalyptales).

## Поширення
Батьківщиною є Європа, Північна Америка, Азія.
Вид дещо обмежений мезичними місцезростаннями з вапняними ґрунтами.

## Характеристика
Стебла 10–20 мм. Листки від вузьколопатчастих до язичкових, 1.5–3.5 мм, верхівки широкогострі, мукронисті; клітини 10–16 мкм. Коробочкова ніжка 5–12 мм, коричнево-червоні. Коробочка короткоциліндрична, 1–2 мм, гладка, з шийкою, що відрізняється від урни, звужена і скручена, коли висихає, жовтувато-коричнева. Спори 60–80 мкм, гранульовані, коричневі.